# HD62257
HD62257 — хімічно пекулярна зоря спектрального класу A4, що має видиму зоряну величину в смузі V приблизно  7,5.
Вона  розташована на відстані близько 581,4 світлових років від Сонця.